# Бурски републики
Бурските републики са поредица от държавни формирования на бурите, съществували в края на 18 век и през 19 век на част от територията на днешната Република Южна Африка.
В основата на тези държавици стоят бели колонисти, в по-голямата си част от нидерландски произход. Тези републики имат кратък живот, най-известните от тях успяват да съхранят своята независимост около 50 г.

## История
В най-общи линии бурските републики биват разделяни в 2 категории. Първата категория са тези, които възникват преди т.нар. Голям трек. В този случай това са кратко просъществували независими градове и тяхната околност. Тези образувания са резултат от разбунтували се нидерландски заселници срещу Нидерландската източноиндийска компания.
Териториално по-големи и по-трайни бурски републики възникват в резултат от споменатия по-горе Great Trek. Тогава големи маси от бурското население на Капската колония я напускат, заселват се отвъд течението на Оранжева река и образуват там редица държави. Такива са:
- Винбург (от 1836 г. до 1844 г.)
- Наталия (от 1839 г. до 1843 г.)
- Лиденбург (от 1849 г. до 1860 г.)
- Оранжевата свободна държава (от 1854 г. до 1902 г.)
- Южноафриканската република (от 1856 г. до 1902 г.)
- Утрехт (от 1852 г. до май 1858 г.) и още няколко други.

В резултат от победата на Великобритания в 2-те Бурски войни независимостта на тези републики е ликвидирана и те стават част от Южноафриканския съюз.
Сред последните президенти на Трансвалската република е Паул Крюгер, към когото германският император Вилхелм II отправя своята прочута Телеграма до Крюгер, осъждаща остро британската агресия срещу суверенните държави във Втората англо-бурска война.